# 14街
第14街是纽约市曼哈顿一条东西向横贯道路，重要商业区。
在过去第14街曾是高档地点，但城市重心北移后失去部分魅力与地位。在百老汇, 第14街构成联合广场的南部边界，也是格林尼治村和东村的北部边界，和切尔西, 熨斗区和Gramercy的南部边界。
第14街标志着曼哈顿方格路网的南部末端。第14街以北的街道几乎完全按序号排列成完美的方格网。在第14街以南，在格林尼治村和曼哈顿下城其他地方，方格网变得散乱，到休斯顿街以南就不复存在。
西14街开始于格林尼治村东北的纽约州9A公路交流道。在交流道末端，与第十大道交汇，不远又与第九大道和哈德孙街交汇。14街–第八大道车站在下一个十字路口，A线、C线、E线和L线停靠此站。在第七大道十字路口，14街车站有1号线, 2号线和3号线停靠。在下一个十字路口，14街与第六大道（美洲大道）交汇。穿越第五大道后，称为东14街。在联合广场东南部与第四大道和百老汇大道交汇。14街再穿越几个路口后，结束于东河边的罗斯福快速道路。